# Qasimabad
Qasimabad är en stad i distriktet Hyderabad i den pakistanska provinsen Sindh. Folkmängden uppgick till cirka 300 000 invånare vid folkräkningen 2017. Qasimabad är sammanbyggd med den större staden Hyderabad, som är belägen strax sydost.